# XIX. Esfinge Solar (Libro)
XIX Esfinge Solar. Memorias de Vamp Iris Atma Ra: Mujer & Romance es una autobiografías de Ra'al Ki Victorieux, publicado en 2019 por Atma Unum. El título del libro hace alusión a Iris Atma, uno de los alter ego de la autora. Es una obra que pertenece al período de los escritores contemporáneos (siglos XX y XXI) en la Literatura de México. La autora explora el tema de la violencia emocional, psicológica, sexual, a las mujeres, así como de alternativas de sanación.
Es una crónica contemporánea con un narrador omnisciente, ambientada principalmente en la Ciudad de México. Destaca el llamado Manifiesto Kundalini, en voz de la autora esta propuesta nace: "Porque también hablo de una educación sexual que no censure (...) Estamos en un país que tenemos el primer lugar de violación infantil, entonces sería muy importante promover esta idea de sanación y de socializar, de perder el miedo de hablar del tema."
Ra'al Ki Victorieux recibió el apoyo del Fondo Nacional para la Cultura y las Artes, FONCA en el área de pintura, en el año 2000. Fue acreedora también la beca de apoyo a la investigación en patrimonio, por el Fondo Estatal para la Cultura y las Artes de Chiapas, Foesca, en 1998.

## Tinte autobiográfico
El discurso autobiográfico de XIX. Esfinge Solar, avanza con ironía y humor a través de lo nefasto, dramático y horrendo. La historia aborda la violencia sexual hacia las mujeres, con el objetivo de compartir herramientas para la sanación psicológica, como lo son meditaciones.
"Estamos en un momento de resurgimiento de lo femenino, sin embargo, las estadísticas de feminicidios y violencia nos recuerdan que hay un largo camino por recorrer" Ra'al Ki 

## Estructura
La historia se divide en 11 capítulos, en las que conocemos escenas de la protagonista, 'Vamp Iris Atma Ra', quien tiene otras personalidades, que son 'Vav', 'Mav', y 'Venus Victoria'. Un narrador omnisciente nos guía a través de artículos de prensa cultural, poemas, meditaciones guiadas, relacionadas temáticamente con la historia central. La obra brindar herramientas para cerrar ciclos dolorosos, a través de la recapitulación, y la práctica del duelo o luto.